# Simpson Nunatak
Simpson Nunatak är en nunatak i Antarktis. Den ligger i Västantarktis. Argentina, Chile och Storbritannien gör anspråk på området. Toppen på Simpson Nunatak är 1 165 meter över havet.
Terrängen runt Simpson Nunatak är kuperad åt sydväst, men åt nordost är den bergig. Trakten är obefolkad. Det finns inga samhällen i närheten.